# August Brand
August Brand (19 de agosto de 1863, Berlín – 17 de septiembre de 1930, Sorau) fue un filólogo y botánico alemán.
Estudió filología clásica en Bonn y Berlín, obteniendo su doctorado en 1885, con la tesis "De dialectis Aeolicis quae dicuntur". De 1885 a 1910 enseñó clases en Fráncfort del Óder, donde estuvo bajo la influencia del botánico Ernst Huth (1845–1897). Luego de 1910, fue instructor del gymnasium en Sorau.

## Algunas publicaciones
Fue autor de monografías sobre las familias Symplocaceae, Polemoniaceae, Hydrophyllaceae, y Boraginaceae que se incluyeron en "Das Pflanzenreich" de Engler. También contribuyó con el vol. 3 de la nueva edición de la "Synopsis der deutschen und schweizer Flora" de Wilhelm Daniel Joseph Koch. Otras notables obras de Brand son:
- Monographie der Gattung Lotus, 1898 – Monograph on the genus Lotus.[5]
- Beiträge zur Kenntnis der Hydrophyllaceen, 1911 – Contribuciones al conocimiento de Hydrophyllaceae.

- Die Hydrophyllaceen der Sierra Nevada, 1912 – Hydrophyllaceae de Sierra Nevada.,[3] 227 pp.

- La abreviatura «Brand» se emplea para indicar a August Brand como autoridad en la descripción y clasificación científica de los vegetales.[6]